# Lineodes longipes
Lineodes longipes là một loài bướm đêm trong họ Crambidae.